# آلبرت‌ویل (آلاباما)
آلبرتویل شهری است در ایالت آلاباما در کشور آمریکا.

## مکان
آلبرتویل در موقعیت ‎ ۳۴°۱۵’ ۵۵’’ N ۸۶°۱۲’ ۴۱’’ V (‏۳۴،۲۶۵۳۶۲; ‑۸۶،۲۱۱۲۶۱‏)‎ قرار دارد.
با توجه به اطلاعات اداره آمار آمریکا مساحت آن در حدود ۶۷٫۵ کیلومترمربع است.

## مردم‌شناسی
با توجه به آمار سال ۲۰۰۰ جمعیت آن ۱۷۲۴۷ نفر، ۶۵۶۶ خانواده در آن ساکن هستند.
تعداد ۷۰۹۰ واحد خانه در هر مساحت تقریبی (۱۰۵،۵akm²) قرار دارد.
۲۶% درصد از خانواده‌های فرزند زیر ۱۸ سال داشتند که از این تعداد ۵۴% درصد زوج بوده و ۱۱،۹% درصد زنان بدون شوهر و ۲۹،۷% درصد نیز غیر خانواده بودند.
متوسط درآمد یک خانواده در حدود ۳۸،۵۰۸ دلار آمریکا است و زنان درآمد متوسط ۳۰،۰۷۶ دلار آمریکا و مردان درآمد متوسط ۲۰،۲۷۵ دلار آمریکا بدست می‌آورند.

## نگارخانه

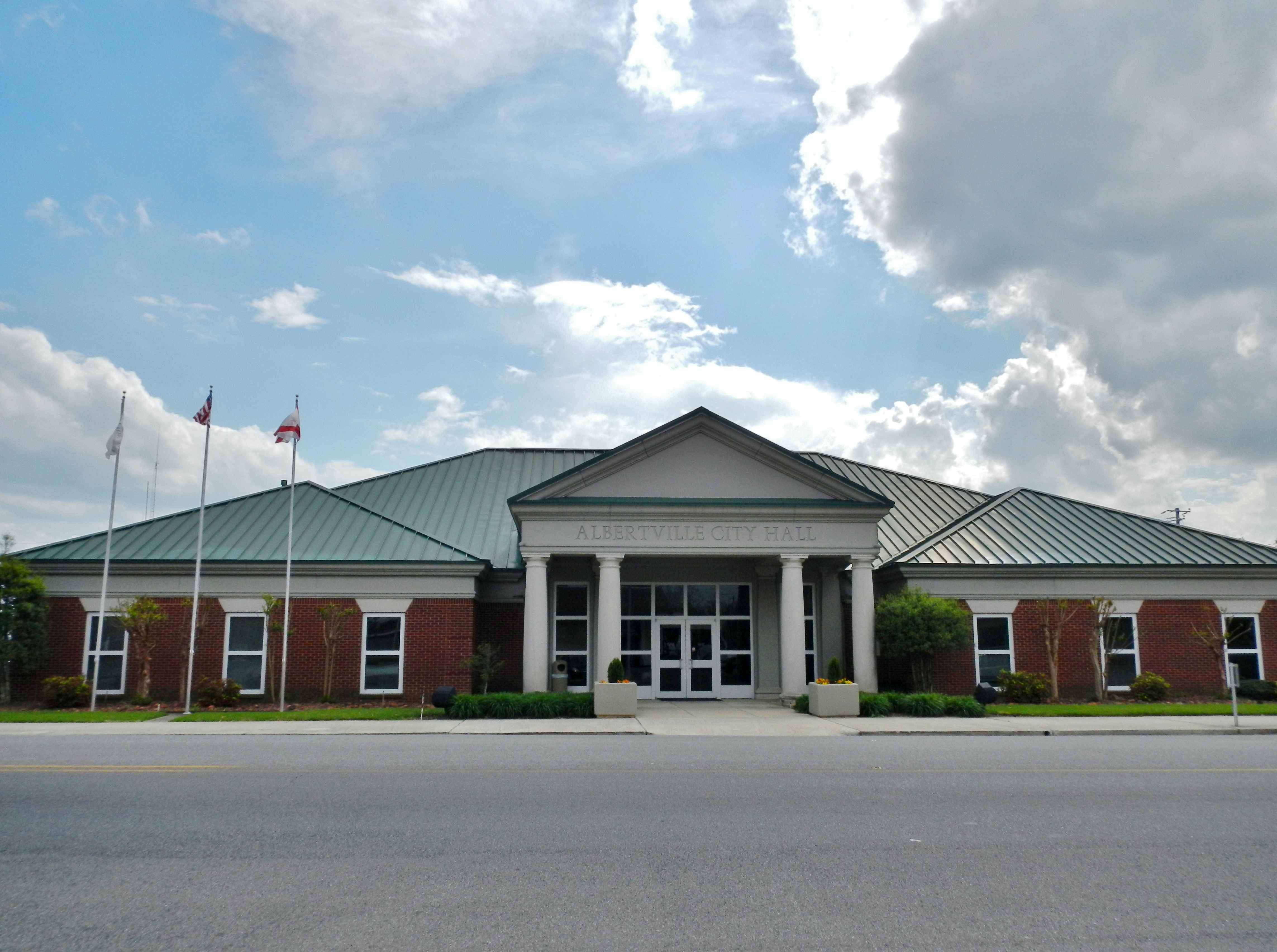
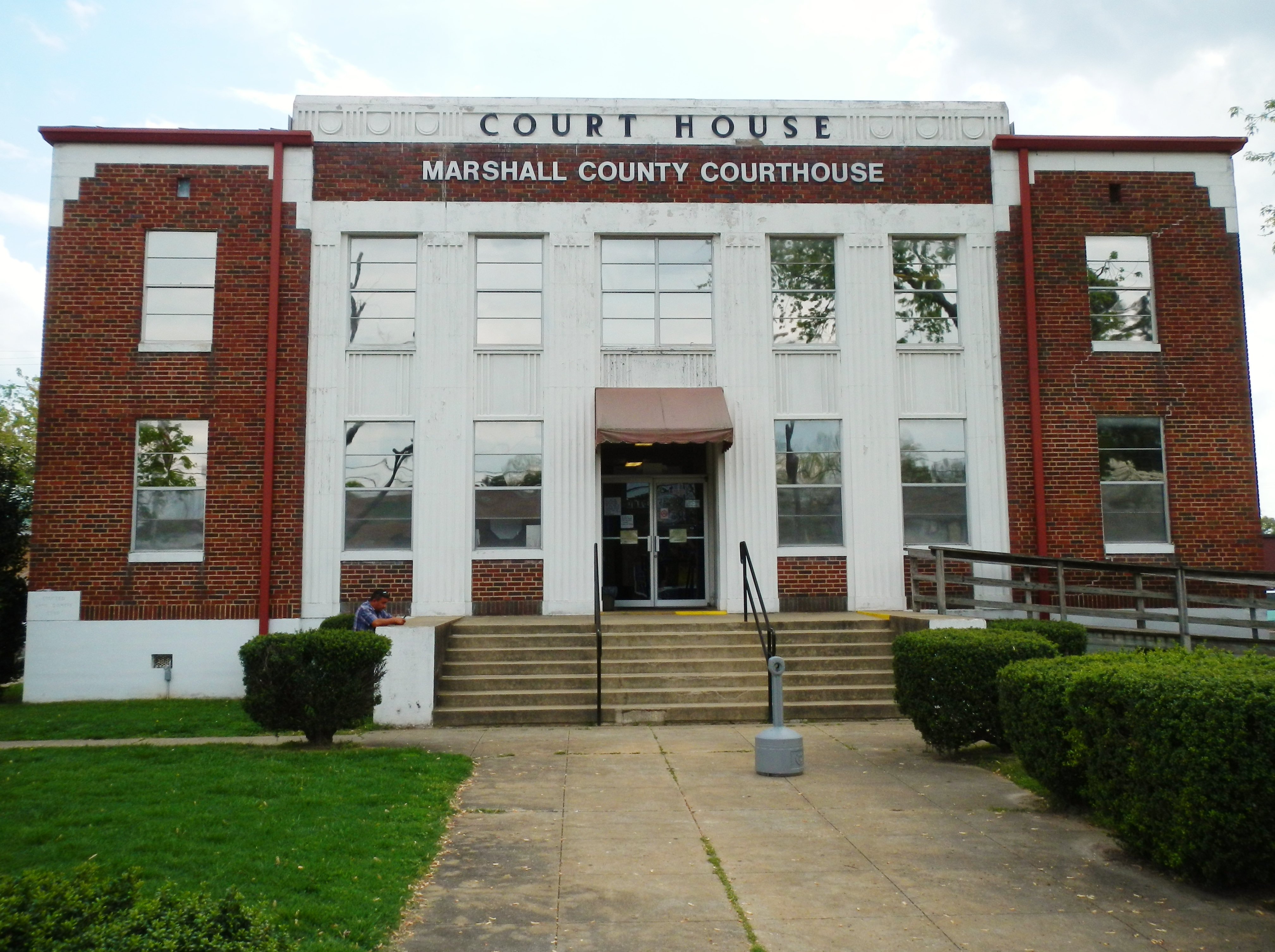
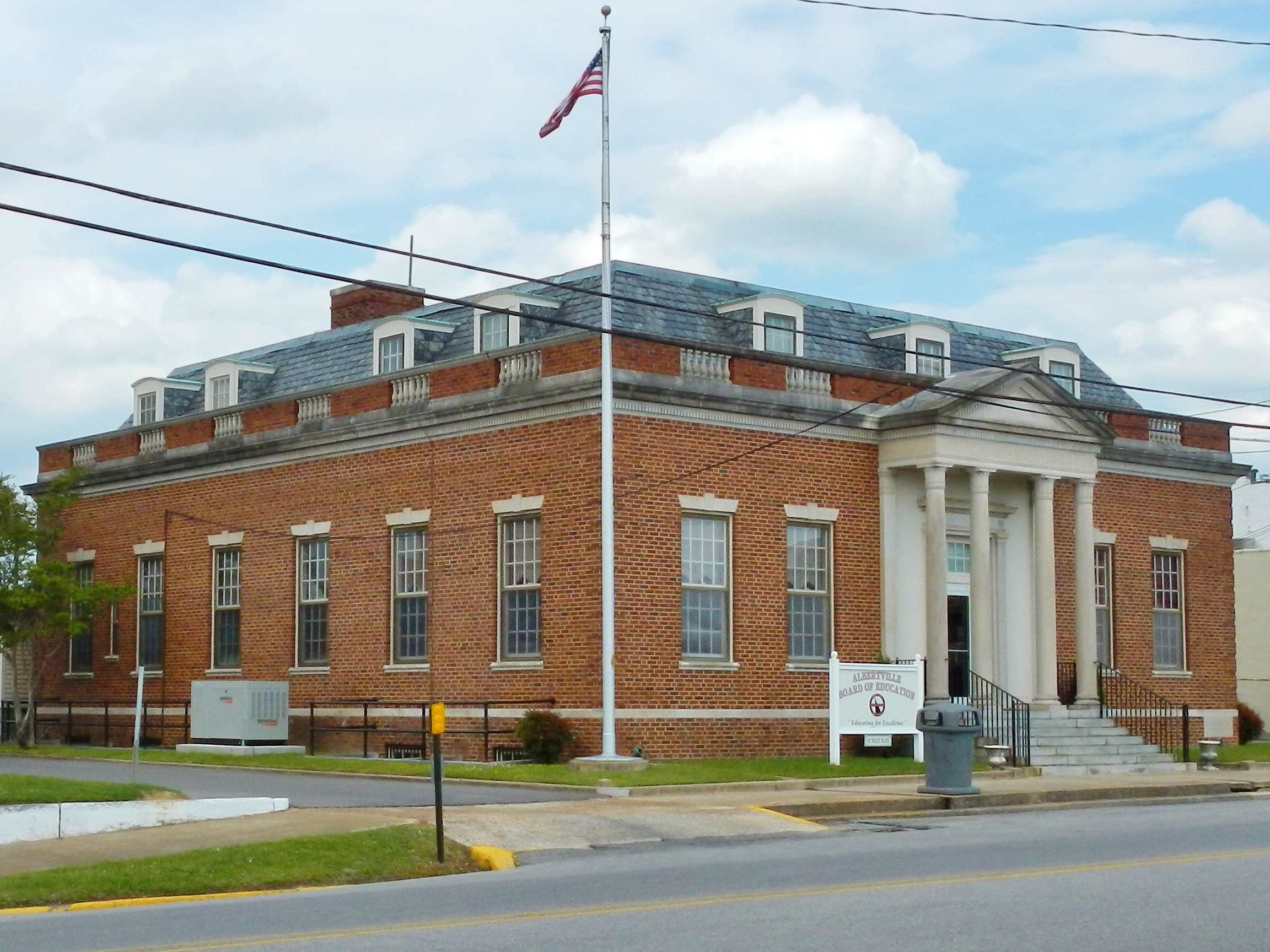
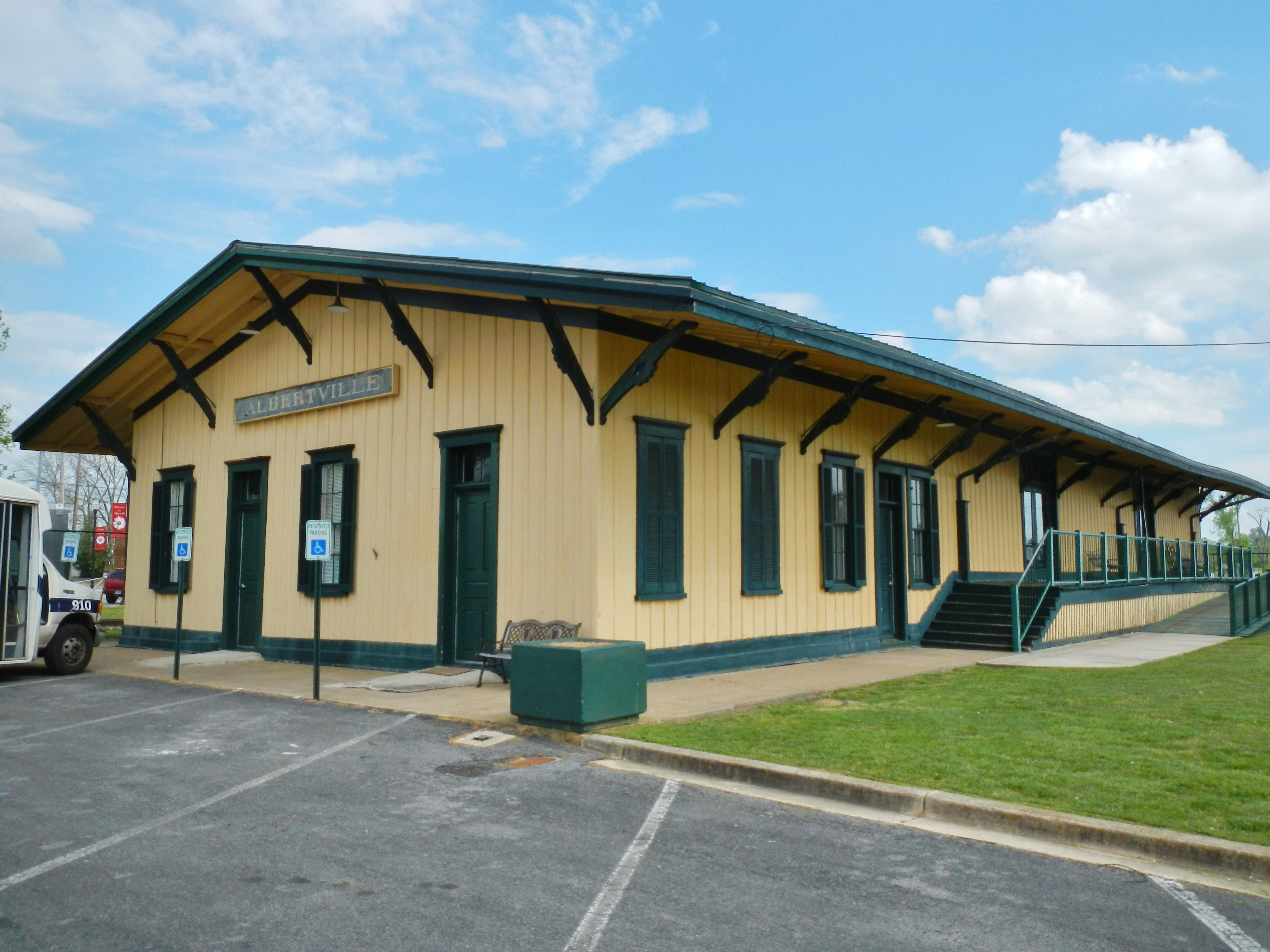